# Plasa Ocna Mureș, județul Alba
Plasa Ocna Mureș (între 1918 și 1950) a fost o unitate administrativă suddivizionară de ordin doi în cadrul județului Alba (interbelic). Reședință de plasă era comuna omonimă, Ocna Mureș.

## Descriere
Plasa Ocna Mureș a funcționat între anii 1918-1950. Prin Legea nr. 5 din 6 septembrie 1950 au fost desființate județele și plășile din țară, pentru a fi înlocuite cu regiuni și raioane, unități administrative organizate după model sovietic.
În Plasa Ocna Mureș au fost înglobate următoarele localități (cu denumirile de atunci), Alecuș, Căptălan, Cisteiu de Mureș, Ciuciu, Ciugudu de Jos, Ciunga, Copand, Decea, Fărău, Gâmbuț, Heria, Medveș, Micoșlaca, Noșlac, Ocna Mureș, Ormeniș, Sânbenedic, Silivaș, Șpălnaca, Turdaș, Uioara de Sus, Vama Seacă.

## Date demografice
La recensământul din 1930 au fost înregistrați 22.170 locuitori, dintre care (din punct de vedere etnic) 15.400 români (69,5%), 5.310 maghiari (24,0%), 349 țigani (3,4%), 554 evrei (2,5%) ș.a.
Sub aspect confesional populația era alcătuită din 12.510 greco-catolici (56,4%), 4.311 reformați (19,4%), 3.502 ortodocși (15,8%), 947 romano-catolici (4,3%), 560 mozaici (2,5%) ș.a.

## Materiale documentare

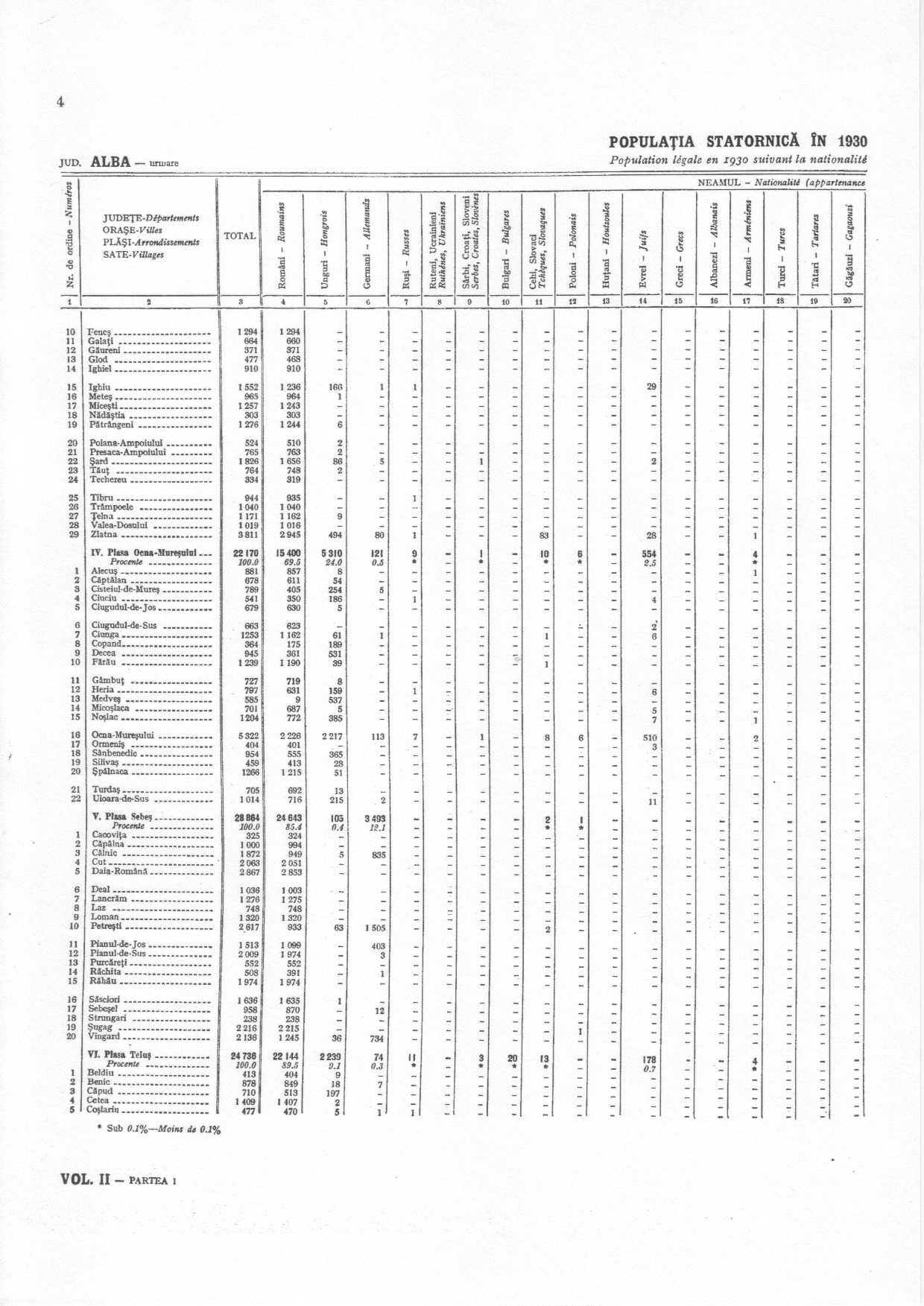
Datele aferente plășii Ocna Mureș la recensământul din 1930 (Etnii - partea I)
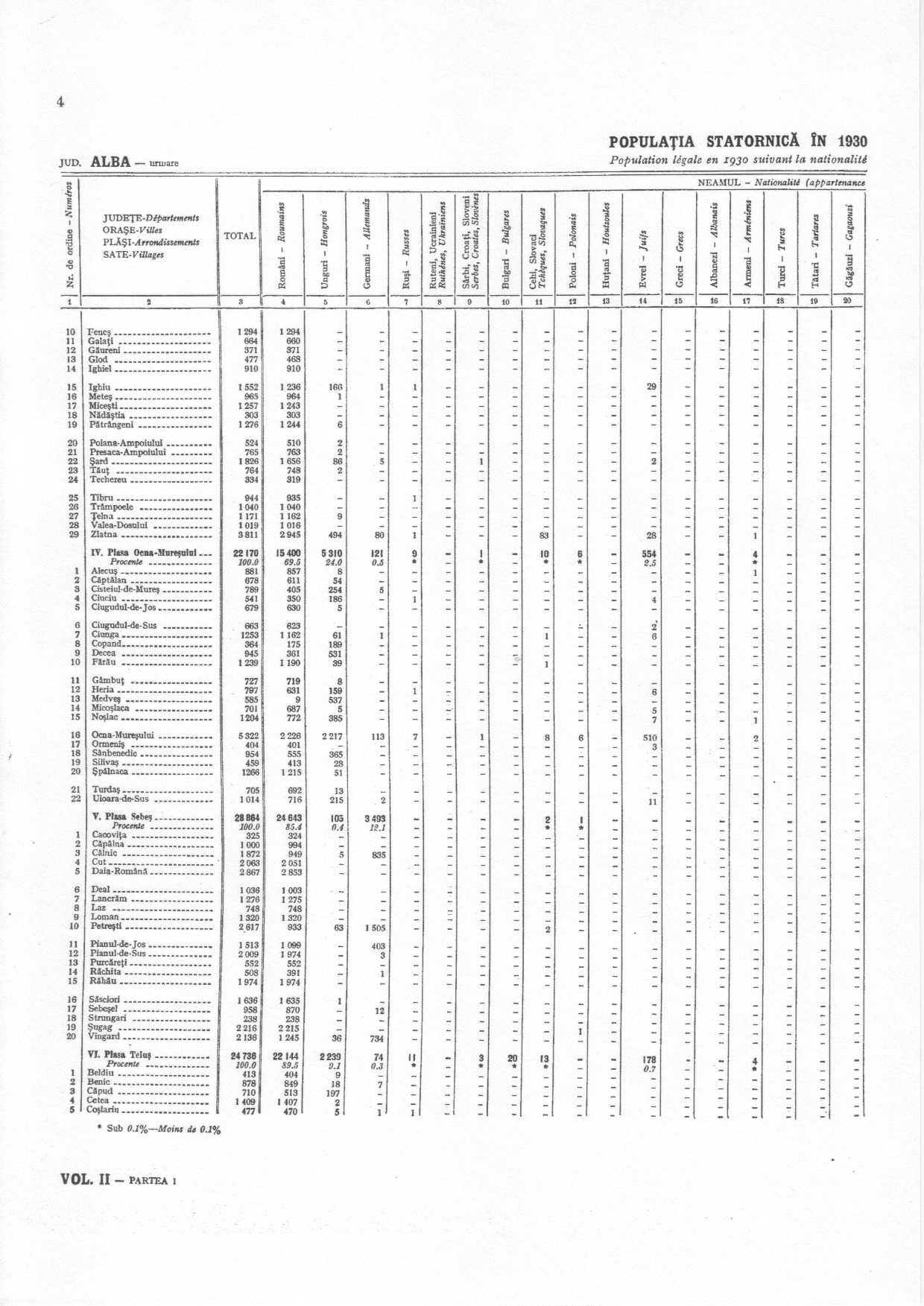
Datele aferente plășii Ocna Mureș la recensământul din 1930 (Etnii - partea II)
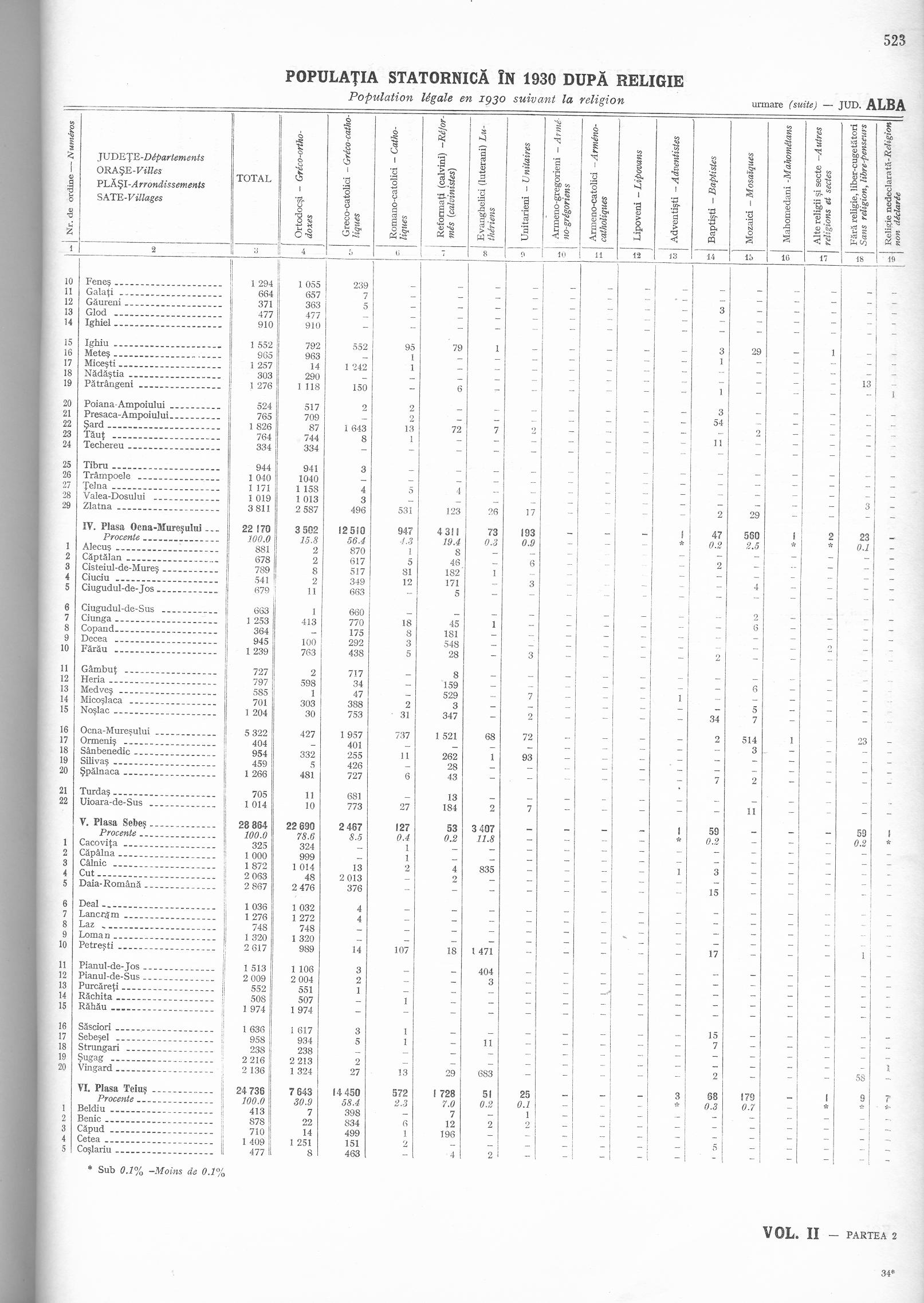
Datele aferente plășii Ocna Mureș la recensământul din 1930 (Confesiuni)